# De Vinck

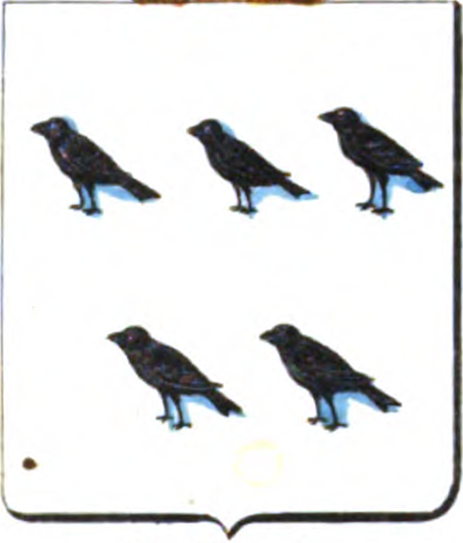
Wapen van de familie de Vinck

De Vinck, ook bekend als de Vinck de Wesel, de Vinck de Westwezel, de Vinck de Deux Orp en de Vinck de Winnezeele, is een Belgische adellijke familie.

## Geschiedenis
In 1735 werd Henri Vinck opgenomen in de adel door keizer Karel VI. Het partikel de werd aan de naam toegevoegd.
Jean-François de Vinck (1747-1811), heer van Westwezel, in 1768 getrouwd met Hélène Stier (1746-1807), was de vader van de De Vincks die na 1815 opnieuw in de adel werden bevestigd.

## Ignace de Vinck de Westwezel
- Ignace Jean Joseph de Vinck de Westwezel (Antwerpen, 18 mei 1771 - Wuustwezel, 13 september 1845) werd in 1816, onder het Verenigd Koninkrijk der Nederlanden, erkend in de erfelijke adel en benoemd in de Ridderschap van Antwerpen. In 1822 werd hij tot baron bevorderd, een titel overdraagbaar bij eerstgeboorte. Hij was lid van de Tweede Kamer der Staten Generaal en vervolgens van de Eerste Kamer der Staten Generaal. Hij trouwde in 1802 in Antwerpen met zijn nicht Catherine Stier (1779-1860), verwant met Hendrik Stier van Aertselaer en de familie Van Havre. 
  - Edmond de Vinck de Wesel (1804-1877), burgemeester van Wuustwezel, trouwde in 1934 in Hévillers met zijn nicht Adeline de Wellens van ten Meulenberg (1807-1854), dochter van Louis de Wellens van ten Meulenberg, burgemeester van Brussel. Ze kregen twee dochters die trouwden, maar de familietak doofde in mannelijke lijn in 1877 uit.
    - Gabrielle de Vinck de Wesel (1836-1910), trouwde in 1857 in Brussel met graaf Robert du Chastel de la Howarderie (1832-1898). Ze kregen een zoon en vier dochters, met afstammelingen tot heden.
    - Marie-Elisabeth de Vinck de Wesel (1843-1926), trouwde in 1864 in Wuustwezel met graaf Albéric du Chastel de la Howarderie (1842-1919). Ze kregen een dochter, maar zonder afstammelingen.

## Jean-François de Vinck de Deux Orp
- Jean-François de Vinck de Deux Orp (Antwerpen, 17 mei 1774 - Brussel, 25 maart 1827) werd in 1817 erkend in de erfelijke adel en benoemd in de Ridderschap van Antwerpen. In 1822 kreeg hij de titel baron, overdraagbaar bij eerstgeboorte. Hij trouwde in 1822 in Brussel met Pétronille (Marie) Diert de Kerkwerve (1801-1862), dochter van baron Jean Gérard Diert de Kerkwerve, lid van de Provinciale Staten van Zuid-Brabant.
  - Eugène de Vinck de Deux Orp (1824-1888), burgemeester van Kampenhout, ambassadesecretaris en prentenverzamelaar, verkreeg in 1881 overdraagbaarheid van de baronstitel op alle afstammelingen. Hij trouwde in 1851 in Brussel met burggravin Julienne de Spoelberch (1832-1909), dochter van burggraaf Maximilien de Spoelberch, burgemeester van Lovenjoel. Ze kregen drie zoons en twee dochters.
    - Dolorès de Vinck de Deux Orp (1852-1938), trouwde in 1876 in Brussel met burggraaf Baudouin de Jonghe (1849-1925), artillerieluitenant, voorzitter van de Société royale de numismatique de Belgique en de Koninklijke Academie voor Oudheidkunde van België.
    - Georges de Vinck de Deux Orp (1856-1903), provincieraadslid van Brabant, trouwde in 1891 in Brussel met Valentine Cornet de Grez d'Elzius (1862-1956). Ze kregen een zoon en twee dochters, met afstammelingen tot heden.
    - Marthe de Vinck de Deux Orp (1857-1939), trouwde in 1880 in Brussel met baron Arnold de Woelmont (1849-1903), burgemeester van Lives. Ze kregen een zoon en twee dochters, met afstammelingen tot heden.
    - Carl de Vinck de Deux Orp (1859-1931), diplomaat en kunstverzamelaar, bleef ongehuwd.

## Louis de Vinck
- Louis Joseph de Vinck (Antwerpen, 13 februari 1784 - Merksem, 16 september 1858), trouwde in 1813 met Henriette du Bois (1793-1811), zus van Ferdinand du Bois, lid van het Nationaal Congres en senator. Ze kregen twee zoons.
  - Jules de Vinck (1813-1878), schepen van Antwerpen en bestendig afgevaardigde van Antwerpen, werd erkend in de erfelijke adel met de titel baron overdraagbaar bij eerstgeboorte. Hij trouwde in 1837 in Antwerpen met Louise Moretus (1809-1840). Het huwelijk bleef kinderloos. Hij hertrouwde in 1851 in Antwerpen met Louise Huughe de Peutevin (1827-1864). Ze kregen drie zoons.
    - Alfred de Vinck de Winnezeele (1852-1914), gemeenteraadslid van Zillebeke en Antwerpen en senator, trouwde in 1876 in Antwerpen met Charlotte Cogels (1851-1925), dochter van John Cogels, grootgrondbezitter, schepen van Antwerpen en senator. Ze kregen zeven zoons, met afstammelingen tot heden.
    - Georges de Vinck (1854-1924), burgemeester van Bossière en provincieraadslid van West-Vlaanderen, trouwde in 1880 in Antwerpen met Hélène de Meester (1860-1884), dochter van jhr. Athanase de Meester, senator. Ze kregen een zoon, met afstammelingen tot heden. Hij hertrouwde in 1886 in Brussel met Marie de la Barre d'Erquelinnes (1861-1944). Ze kregen drie zoons en vier dochters, met afstammelingen tot heden.
    - Gaston de Vinck (1855-1927), burgemeester van Zillebeke en senator, trouwde in 1888 in Antwerpen met Elisa Osterrieth (1868-1893), dochter van Jacques Osterrieth, handelaar. Ze kregen een zoon en een dochter, met afstammelingen tot heden. In 1894 hertrouwde hij in Brasschaat met haar zus Florence Osterrieth (1873-1958). Ze kregen twee zoons en drie dochters, met afstammelingen tot heden, waaronder Olivier de Vinck de Winnezeele, chef-kok.

  - Ferdinand de Vinck (1815-1895), trouwde in 1859 in Ekeren met Léonie Moretus Plantin (1828-1913), dochter van Edouard Moretus Plantin, provincieraadslid van Antwerpen. Het huwelijk bleef kinderloos.